# Boulevard Joffre (Nancy)
Pour les articles homonymes, voir Boulevard Joffre.
Le boulevard Joffre est une voie de la commune de Nancy, dans le département de Meurthe-et-Moselle, en région Lorraine.

## Situation et accès
Le boulevard Joffre est compris à la lisière ouest du périmètre de la Ville-neuve, à proximité de la gare. La voie appartient administrativement au quartier Charles III - Centre Ville.

## Origine du nom
Cette voie rend hommage à Joseph Joffre (1852-1931), maréchal de France, vainqueur de la première bataille de la Marne en 1914.

## Bâtiments remarquables et lieux de mémoire
- Centre des congrès Prouvé, ancien centre de tri postal, à l'angle de la place de la République.
- no 9 : CPAM.
- no 15 : Tour Joffre Saint-Thiébaut, à l'angle de rue Saint-Thiébaut, immeuble de grande hauteur culminant à 80 mètres de hauteur.
- no 19 : Synagogue de Nancy, édifice religieux objet d’une inscription au titre des monuments historiques par arrêté du 11 juillet 1984[1].